# Emiliano Dudar
Emiliano Ariel Dudar, ou apenas Dudar, (12 de Agosto de 1981 - Buenos Aires, Argentina) é um jogador de futebol.
Dudar começou a sua carreira em 1999 no Vélez Sársfield da Argentina e esteve no clube nos seus piores anos quando foi rebaixado de divisão. Após retornar à primeira divisão do campeonato argentino, Dudar transferiu-se para o Independiente onde teve a oportunidade de disputar a sua primeira Taça Libertadores. Após um ano no clube ele mudou novamente, indo para o Banfield onde pôde disputar mais uma vez a Libertadores. Em 2006 o zagueiro chegou ao Brasil para fazer testes no Vasco da Gama. Foi aprovado e logo depois assinou um contrato de permanência no clube brasileiro onde permaneceu até o final de 2007.
Em 21 de Julho de 2007 Dudar lesionou-se num jogo válido pelo Campeonato Brasileiro (Vasco da Gama 4 x 0 Atlético Mineiro). O jogador foi operado ao joelho uma semana mais tarde, ficando afastado dos jogos oficiais por 50 dias. Ele voltou a entrar em campo no dia 9 de Setembro em outro jogo válido pelo Campeonato Brasileiro, Vasco da gama 0 x 2 São Paulo.
O seu retorno à equipe não foi bom, cometendo muitas falhas que fizeram com que ele fosse afastado da equipe principal. O jogador chegou a admitir que o erro que cometeu durante o jogo contra o Lanús, que resultou no segundo gol da equipe argentina, foi crucial e que poderia custar ao Vasco da Gama a classificação à próxima fase da Copa Sul-Americana.
O jogador permaneceu no clube até o fim do seu contrato, que não foi renovado. O treinador do clube, Valdir Espinosa elogiou a atitude do jogador que apesar de afastado do elenco principal, continuou a trabalhar todos os dias com seriedade.
Em Janeiro de 2008 foi anunciado como nova contratação do FC Chiasso da Suíça.
Em setembro de 2010, atuando pelo BSC Young Boys, equipe suíça, Emiliano Dudar sofreu um acidente que o fez sair inconsciente de campo. Esse momento gerou grande comoção entre os torcedores do clube, que chegaram a criar uma página na internet em homenagem ao atleta.
Em 2012 Dudar foi contratado pelo D.C. United dos Estados Unidos, time que disputa a MLS. Em dezembro do mesmo ano foi dispensado.